# Brigitte Klosterberg
Brigitte Klosterberg, auch Britta Klosterberg, (* 24. September 1960 in Düsseldorf) ist eine deutsche Historikerin und Bibliothekarin. Klosterberg ist seit 1997 Leiterin der Bibliothek der Franckeschen Stiftungen und seit 2003 des Studienzentrums August Hermann Francke der Franckeschen Stiftungen in Halle an der Saale.

## Leben
Ab 1979 studierte sie Geschichte und Germanistik an der Rheinischen Friedrich-Wilhelms-Universität Bonn. Noch während des Studiums war sie von 1983 bis 1984 als Tutor am Germanistischen Seminar der Bonner Universität tätig. 1986 absolvierte sie das erste Staatsexamen in den Fächern Geschichte, Germanistik und Pädagogik. Es folgten von 1988 bis 1989 ein Promotionsstipendium der Gerda Henkel Stiftung sowie ab 1990 Tätigkeiten als wissenschaftliche Hilfskraft unter anderem bei Wilhelm Grewe.
Klosterberg promovierte 1993 an der Universität Bonn mit der Dissertation Zur Ehre Gottes und zum Wohl der Familie. Kölner Testamente von Laien und Klerikern im Spätmittelalter zum Dr. phil. Ihre Arbeit wurde 1995 als Band 22 der Reihe Kölner Schriften zu Geschichte und Kultur veröffentlicht. Ab 1993 war sie Referendarin für den höheren Bibliotheksdienst an der Niedersächsischen Landesbibliothek in Hannover sowie an der Fachhochschule in Köln. Das zweite Staatsexamen für den höheren Bibliotheksdienst bestand sie 1995 und war zunächst Fachreferentin an Fachhochschulbibliothek in Köln. 
1997 wurde Klosterberg zur Leiterin der Bibliothek der Franckeschen Stiftungen zu Halle berufen. 2003 übernahm sie die Leitung des Studienzentrums August Hermann Francke mit Archiv und Bibliothek der Franckeschen Stiftungen in Halle. Sie ist Autorin und Herausgeberin zahlreicher Fachveröffentlichungen.

## Veröffentlichungen (Auswahl)

### Autorin
- Zur Ehre Gottes und zum Wohl der Familie. Kölner Testamente von Laien und Klerikern im Spätmittelalter. (Dissertationsschrift), Janus, Köln 1995, ISBN 978-3-922977-48-3.
- ABC-Büchlein und Bilderbibel. Kinder- und Jugendliteratur in Franckens Stiftungen. Verlag der Franckeschen Stiftungen, Halle 2000.
- Die Bibliothek der Franckeschen Stiftungen. Verlag der Franckeschen Stiftungen, Halle 2007, ISBN 978-3-931479-99-2.

### Herausgeberin
- Licht und Schatten. August Hermann Niemeyer. Ein Leben an der Epochenwende um 1800. Verlag der Franckeschen Stiftungen, Halle 2004 (Kataloge der Franckeschen Stiftungen,13), ISBN 978-3-931479-55-8.
- Mission und Forschung. Translokale Wissensproduktion zwischen Indien und Europa im 18. und 19. Jahrhundert. Hrsg. von Heike Liebau, Andreas Nehring und Brigitte Klosterberg. Verlag der Franckeschen Stiftungen, Halle 2010 (Hallesche Forschungen, 29), ISBN 978-3-447-06392-0.
- Friedrich Breckling (1629–1711). Prediger, „Wahrheitszeuge“ und Vermittler des Pietismus im niederländischen Exil. Hrsg. von Brigitte Klosterberg und Guido Naschert. Verlag der Franckeschen Stiftungen, Halle 2011 (Kleine Schriftenreihe der Franckeschen Stiftungen, 11), ISBN 978-3-939922-31-5.
- Die Hungarica Sammlung der Franckeschen Stiftungen zu Halle. Hrsg. von Brigitte Klosterberg und István Monok. 4 Teile:
  - Teil 1: Porträts. Verlag der Franckeschen Stiftungen Halle im Max-Niemeyer-Verlag, Tübingen 2003 (Hallesche Quellenpublikationen und Repertorien, 7), ISBN 978-3-447-06370-8.
  - Teil 2: Handschriften. (2 Bände), MTA, Budapest 2015 (Adattár XVI.–XVIII. századi szellemi mozgalmaink történetéhez = Materialien zur Geschichte der Geistesströmungen des 16.–18. Jahrhunderts in Ungarn, 39/1–2), ISBN 978-963-7451-25-6.
  - Teil 3: Historische Karten und Ansichten. Verlag der Franckeschen Stiftungen Halle im Max-Niemeyer-Verlag, Tübingen 2009 (Kataloge der Franckeschen Stiftungen, 22), ISBN 978-3-447-06333-3.
  - Teil 4: Alte Drucke 1495–1800. (2 Bände), MTA, Budapest 2017 (Adattár XVI.–XVIII. századi szellemi mozgalmaink történetéhez = Materialien zur Geschichte der Geistesströmungen des 16.–18. Jahrhunderts in Ungarn, 40/1–2). Band 1: A−O, ISBN 978-963-7451-33-1. Band 2: P−Z, ISBN 978-963-7451-34-8.
- Hallesches Waisenhaus und Berliner Hof. Beiträge zum Verhältnis von Pietismus und Preußen. Hrsg. von Holger Zaunstöck, Brigitte Klosterberg, Christian Soboth und Benjamin Marschke. Verlag der Franckeschen Stiftungen, Halle 2017 (Hallesche Forschungen, 48), ISBN 978-3-447-10961-1.
- Mission ohne Konversion? Studien zu Arbeit und Umfeld des Institutum Judaicum et Muhammedicum in Halle. Hrsg. von Grit Schorch und Brigitte Klosterberg. Verlag der Franckeschen Stiftungen, Halle 2019 (Hallesche Forschungen, 51), ISBN 978-3-447-11080-8.
- Bibliographischer Nachweis der Drucke des Waisenhausverlags zu Halle (1698–1806) in Sulechów (Züllichau) und Cieszyn (Teschen). Verlag der Franckeschen Stiftungen, Halle 2019 (Hallesche Quellenpublikationen und Repertorien, 17), ISBN 978-3-447-11227-7.
- Historische Schulbibliotheken. Eine Annäherung. Verlag der Franckeschen Stiftungen Halle / Harrassowitz Verlag in Kommission, Halle 2021 (Hallesche Forschungen, 56), ISBN 978-3-447-11479-0.